# Positivgruppen
Positivgruppen, patientforening for hiv-smittede bøsser og biseksuelle mænd, og er centreret omkring sit værested på Frederiksberg. 
Foreningen blev stiftet i 1985 af tre hiv-smittede bøsser, som alle er døde nu (2005). Udgangspunktet var hjælp til selvhjælp, strukturen var først løst funderet i basisgrupper. Siden 1987 har Positivgruppen været en forening med bestyrelse og vedtægter.
I bestyrelsen kan kun sidde hiv-smittede mænd, der har sex med mænd.
Da foreningen i 1989 formulerede sig til kun at være for hiv-smittede mænd (endnu ikke også biseksuelle mænd), var den med til at starte patientforeningen Hiv-Danmark.